# Persone di nome Alicia
| Questa pagina contiene informazioni ricavate automaticamente dalle voci biografiche con l'ausilio del template Bio e di un bot. L'aggiornamento è periodico e automatico e ricostruisce completamente la pagina. Se manca una persona in questa lista, sei pregato di non aggiungerla, ma accertati piuttosto che la sua voce biografica contenga il template Bio e che i dati anagrafici siano correttamente compilati. Se il template Bio manca, inseriscilo tu stesso o, in alternativa, metti l'avviso {{tmp\|Bio}} che ne segnala la mancanza. Se i dati riportati sono sbagliati, correggi direttamente la voce biografica; le modifiche saranno visibili in questa lista entro pochi giorni. Per chiarimenti vedi il progetto antroponimi. La lista contiene solo le 65 persone che sono citate nell'enciclopedia e per le quali è stato implementato correttamente il template Bio. Pagina aggiornata al 7 apr 2025. |

Questa è una lista di persone presenti nell'enciclopedia che hanno il nome Alicia, suddivise per attività principale.

## Allenatrici di tennis(1)
- Alicia Molik, allenatrice di tennis e ex tennista australiana (Adelaide, n. 1981)

## Arciere(1)
- Alicia Marín, arciera spagnola (n. 1997)

## Attiviste(1)
- Alicia Garza, attivista e editrice statunitense (Oakland, n. 1981)

## Attrici(16)
- Alicia Agneson, attrice svedese (Eskilstuna, n. 1996)
- Alicia Banit, attrice australiana (Sydney, n. 1990)
- Alicia Borrachero, attrice spagnola (Madrid, n. 1968)
- Alicia Brandet, attrice statunitense (New York, n. 1943 - Cancún, † 1984)
- Alicia Bruzzo, attrice argentina (Buenos Aires, n. 1945 - Buenos Aires, † 2007)
- Alicia von Rittberg, attrice tedesca (Monaco di Baviera, n. 1993)
- Alicia Coppola, attrice, modella e scrittrice statunitense (New York, n. 1968)
- Jodie Foster, attrice, regista e produttrice cinematografica statunitense (Los Angeles, n. 1962)
- Alicia González Laá, attrice spagnola (Madrid, n. 1974)
- Alicia Goranson, attrice statunitense (Evanston, n. 1974)
- Alicia Lagano, attrice statunitense (Brooklyn, n. 1979)
- Alicia Rhett, attrice e pittrice statunitense (Savannah, n. 1915 - Charleston, † 2014)
- Alicia Sanz, attrice spagnola (Ceuta, n. 1988)
- Alicia Silverstone, attrice statunitense (San Francisco, n. 1976)
- Alicia Vikander, attrice svedese (Göteborg, n. 1988)
- Alicia Witt, attrice, cantante e pianista statunitense (Worcester, n. 1975)

## Attrici pornografiche(3)
- Alicia Alighatti, ex attrice pornografica statunitense (Easton, n. 1984)
- Alicia Rhodes, ex attrice pornografica britannica (Manchester, n. 1978)
- Alicia Rio, attrice pornografica messicana (La Capita, n. 1970 - California, † 2022)

## Biologhe(1)
- Alicia Bárcena Ibarra, biologa, politica e diplomatica messicana (Città del Messico, n. 1952)

## Canoiste(1)
- Alicia Hoskin, canoista neozelandese (Gisborne, n. 2000)

## Cantanti(3)
- Alicia Bridges, cantante statunitense (Lawndale, n. 1953)
- Miki Howard, cantante statunitense (Chicago, n. 1960)
- Alice Wonder, cantante spagnola (Madrid, n. 1998)

## Cantautrici(1)
- Alicia Keys, cantautrice, musicista e attrice statunitense (New York, n. 1981)

## Cestiste(6)
- Alicia Cattáneo, ex cestista argentina (Rafaela, n. 1939)
- Alicia Del Duca, ex cestista argentina (Buenos Aires, n. 1938)
- Alicia López, ex cestista spagnola (Alicante, n. 1976)
- Alicia Moravčíková, cestista slovacca (Banská Bystrica, n. 1994)
- Alicia Poto, cestista australiana (Sydney, n. 1978)
- Alicia Thompson, ex cestista statunitense (Big Lake, n. 1976)

## Cicliste su strada(1)
- Alicia González, ciclista su strada e ciclocrossista spagnola (Viella, n. 1995)

## Compositrici(1)
- Alicia Maguiña, compositrice e cantante peruviana (Lima, n. 1938 - Lima, † 2020)

## Danzatrici(3)
- Alicia Alonso, ballerina e coreografa cubana (L'Avana, n. 1920 - L'Avana, † 2019)
- Bella Cortez, ballerina e attrice cubana (n. 1944)
- Alicia Markova, ballerina, coreografa e direttrice artistica britannica (Londra, n. 1910 - Bath, † 2004)

## Fisiche(1)
- Alicia Nash, fisica e informatica statunitense (San Salvador, n. 1933 - Monroe, † 2015)

## Ginnaste(1)
- Alicia Sacramone, ex ginnasta statunitense (Boston, n. 1987)

## Matematiche(1)
- Alicia Boole, matematica irlandese (Cork, n. 1860 - † 1940)

## Mezzofondiste(1)
- Alicia Monson, mezzofondista statunitense (Amery, n. 1998)

## Modelle(3)
- Alicia Aylies, modella francese (Fort-de-France, n. 1998)
- Alicia Borrás, modella spagnola (Ciutadella de Menorca, n. 1945)
- Alicia Navarro, modella spagnola (Tenerife, n. 1915 - Francia, † 1995)

## Nuotatrici(1)
- Alicia Coutts, ex nuotatrice australiana (Brisbane, n. 1987)

## Pallanuotiste(1)
- Alicia McCormack, pallanuotista australiana (Sydney, n. 1983)

## Pallavoliste(2)
- Alicia Ogoms, pallavolista canadese (Winnipeg, n. 1994)
- Alicia Perrin, pallavolista canadese (Creston, n. 1992)

## Pattinatrici artistiche su ghiaccio(1)
- JoJo Starbuck, ex pattinatrice artistica su ghiaccio statunitense (Birmingham, n. 1951)

## Pianiste(1)
- Alicia de Larrocha, pianista spagnola (Barcellona, n. 1923 - Barcellona, † 2009)

## Pittrici(1)
- Alicia Carletti, pittrice e litografa argentina (San Isidro, n. 1946 - Buenos Aires, † 2017)

## Poetesse(1)
- A. E. Stallings, poetessa e traduttrice statunitense (Decatur, n. 1968)

## Politiche(1)
- Alicia Pietri, politica venezuelana (Caracas, n. 1923 - Caracas, † 2011)

## Rugbiste a 15(1)
- Alicia Quirk, rugbista a 15 australiana (Wagga Wagga, n. 1992)

## Scrittrici(3)
- Alicia Appleman-Jurman, scrittrice e superstite dell'Olocausto polacca (Rosulna, n. 1930 - San Jose, † 2017)
- Alicia Gallotti, scrittrice e giornalista argentina (Buenos Aires, n. 1954)
- Alicia Giménez Bartlett, scrittrice spagnola (Almansa, n. 1951)

## Scultrici(1)
- Alicia Penalba, scultrice argentina (San Pedro, n. 1918 - Parigi, † 1982)

## Tenniste(2)
- Alicia Barnett, tennista britannica (Gloucester, n. 1993)
- Alicia Smith, tennista australiana (Tamworth, n. 1996)

## Tuffatrici(1)
- Alicia Blagg, tuffatrice britannica (Wakefield, n. 1996)

## Senza attività specificata(2)
- Alicia Amatriain, ex ballerina spagnola (San Sebastián, n. 1980)
- Alicia Moreau de Justo, medica, politica e pacifista britannica (Londra, n. 1885 - Buenos Aires, † 1986)